# 宮島裕之
宮島 裕之（みやじま ひろゆき、1992年9月23日 - ）は、ジャパンラグビーリーグワンNECグリーンロケッツ東葛に所属するラグビー選手。

## プロフィール
- 長野県出身[1]。
- ポジションはウィング(WTB)。
- 身長 182 cm、体重 85 kg
- ニックネームはみやじ。
- 7人制日本代表に選ばれたことがある[2]。
- U20日本代表に選ばれたことがある。

## 略歴
ラグビーを始めたきっかけは幼馴染に誘われたことから。
2011年、飯田高校卒業後、同志社大学に入る。
2015年、同志社大学卒業後、NECグリーンロケッツ（現・NECグリーンロケッツ東葛）に加入。
2016年10月1日に行われたジャパンラグビートップリーグ第5節のトヨタ自動車ヴェルブリッツ戦に途中出場で公式戦初出場を果たす。